# Эйнманн, Эдуард Янович
Эдуард Янович Эйнманн (23 января 1913 года, Кулламаа, Эстляндская губерния, Российская империя — 27 октября 1982 года, Таллин, ЭстССР, СССР) — советский эстонский художник-график, народный художник Эстонской ССР (1963), член-корреспондент Академии художеств СССР (1958).

## Биография
Родился 23 января 1913 года в Кулламаа Эстляндской губернии, жил и работал в Таллине.
В 1934 году — окончил художественно-промышленную школу в Таллине, в 1941 году — окончил Государственное высшее художественное училище там же.
После начала войны в составе «Государственных ансамблей Эстонии» был эвакуирован в Ярославль.
С 1942 по 1944 годы — участвовал в работе фронтовых бригад художников в эстонских национальных частях Советской Армии.
С 1944 по 1951 годы — преподавал в художественном институте г. Тарту, директор (с 1948 года).
С 1951 по 1957 годы — председатель правления Союза художников Эстонской ССР.
В 1958 году — избран членом-корреспондентом Академии художеств СССР.
С 1960 по 1964 годы — депутат Верховного Совета Эстонской ССР.
Эдуард Янович Эйнманн умер 27 октября 1982 года в Таллине.

## Творческая деятельность
Среди работ: станковая графика — «Медсестра Жанна» (сепия, 1955), «Лейли из Вигала» (сангина, 1958), «Народная артистка СССР Майя Плисецкая» (сухая игла, акватинта, 1960), «Портрет девушки» (уголь, 1966), «Народный артист СССР Юри Ярвет» (уголь, 1968), серия «По Туркмении» (пастель, 1972); живописные работы: «Летний натюрморт» (1966), «Химик Эве-Реет Ривис» (1967), «Старый Таллин» (1968), «Автопортрет» (1981), «Марианне» (1982).
Автор книги «Puramiidide maal» (Tallinn, 1963) /В стране пирамид. Таллин, 1963/.

## Награды
- Орден Ленина (1956)
- Орден Трудового Красного Знамени (1963)
- Орден «Знак Почёта» (1950)
- Государственная премия Эстонской ССР (1947, 1948)
- Народный художник Эстонской ССР (1963)
- Заслуженный деятель искусств Эстонской ССР (1951)